# Steven Strogatz
Steven Strogatz (né le 13 août 1959) est un mathématicien américain, professeur de mathématiques appliquées à l'université Cornell,. Il est principalement connu pour ses travaux sur les systèmes non-linéaires, dont l'étude de la synchronisation dans les systèmes dynamiques, ainsi que pour la diversité de recherches en mathématiques appliquées, notamment en biomathématique et dans l'étude des réseaux complexes,,,,,,,,,.

## Travaux
Son travail avec Duncan Watts, dont les résultats ont été publiés dans Nature en 1998 sous le titre « Collective dynamics of small-world networks », et dans lequel il discute d'un modèle de graphe présentant les propriétés d'un réseau petit-monde, appelé modèle de Watts–Strogatz, est probablement sa publication la plus connue. Ce papier est considéré comme une contribution particulièrement importante dans l'étude des réseaux complexes. C'est l'article d'analyse de réseaux le plus cité entre 1998 et 2008, le sixième article le plus cité en physique et le 63e article le plus cité de tous les temps (en octobre 2014) avec près de 40 000 citations,.

## Travail de vulgarisateur
Strogatz vulgarise régulièrement des travaux en mathématiques, que ce soit sous forme d'articles de journaux ou de livres. Son livre Sync a été choisi comme le meilleur livre de 2003 par Discover Magazine.
Son livre The Calculus of Friendship, publié en 2009 a été qualifié d'« authentique ouvrage suscitant des larmes »(a genuine tearjerker) et 
« partie biographie, partie autobiographie et partie guide hors des sentiers battus sur le calcul infinitésimal »,.
Pour The Joy of x, publié en 2012, Strogatz a reçu le prix Euler du livre de 2014. Il est largement inspiré d'une série de chroniques sur les mathématiques rédigées par Strogatz et publiées dans les pages du New York Times. Selon un blogue du Harvard Business Review, ces chroniques sont « un modèle sur la façon de populariser les mathématiques » et « des chroniques à lire par tous les entrepreneurs et tous les cadres qui souhaitent comprendre pourquoi les mathématiques forment la lingua franca de toute analyse commerciale sérieuse »,.
Sa deuxième série de chroniques dans le New York Times, « Me, Myself and Math », a paru à l'automne 2012.
Son livre Infinite Powers, paru en 2019, a été mis en nomination par la Royal Society dans la catégorie « Insight Investment Science Book Prize » et a paru sur la New York Times Best Seller list.
Selon une critique de la revue Nature, il « montre de manière évocatrice comment le calcul infinitésimal illumine les schémas de l'univers, petits et grands »,.

### Citations originales
1. ↑  (en) « part biography, part autobiography and part off-the-beaten-path guide to calculus »
2. ↑  (en) « a model for how mathematics needs to be popularized »
3. ↑  (en) « must reads for entrepreneurs and executives who grasp that mathematics is now the lingua franca of serious business analysis »
4. ↑  (en) « evocatively conveys how calculus illuminates the patterns of the Universe, large and small »